# Harige zaagpoot
De harige zaagpoot (Scolopostethus pilosus) is een wants uit de onderfamilie Rhyparochrominae en uit de familie bodemwantsen (Lygaeidae).
De onderfamilie Rhyparochrominae wordt ook weleens als een zelfstandige familie Rhyparochromidae gezien in een superfamilie Lygaeoidea. Lygaeidae is conform de indeling van bijvoorbeeld het Nederlands Soortenregister.

## Uiterlijk
De harige zaagpoot is 3,6 tot 4,4 mm lang. De wantsen van het geslacht Scolopostethus hebben aan de onderzijde van de dijen van de voorpoten een groot aantal kleine doorns. Ze hebben ook allemaal een witte vlek aan de zijkant (in het midden) van het halsschild (pronotum). Het bovenste deel van het halsschild is zwart en de onderste helft is bruin. De kleur van de antennes is vaak verschillend tussen de soorten. Van de antennes van de harige zaagpoot is het eerste segment en het onderste deel van het tweede segment licht gekleurd en het bovenste deel van het tweede segment en het derde en vierde segment donkerbruin gekleurd. De soort is te herkennen aan de behaarde voorvleugels. Ze zijn meestal kortvleugelig (brachypteer) en zelden langvleugelig (macropteer).

## Verspreiding en habitat
De soort is wijdverspreid in Europa vanaf het zuiden van Scandinavië tot in het Middellandse Zeegebied, maar ontbreekt in Groot-Brittannië. Verder komt hij voor in Noord-Afrika en de Canarische Eilanden en naar het oosten is hij te vinden in Siberië en Klein-Azië. Ze hebben een voorkeur voor vochtige tot natte leefgebieden die in ieder geval gedeeltelijk beschaduwd zijn.

## Leefwijze
De wantsen worden gevonden tussen het bladafval en mossen en klimmen zelden in planten. Verder is er over deze soort niet zo veel bekend. De imago’s overwinteren en er is één generatie per jaar.